# 鳥人 (復活節島)

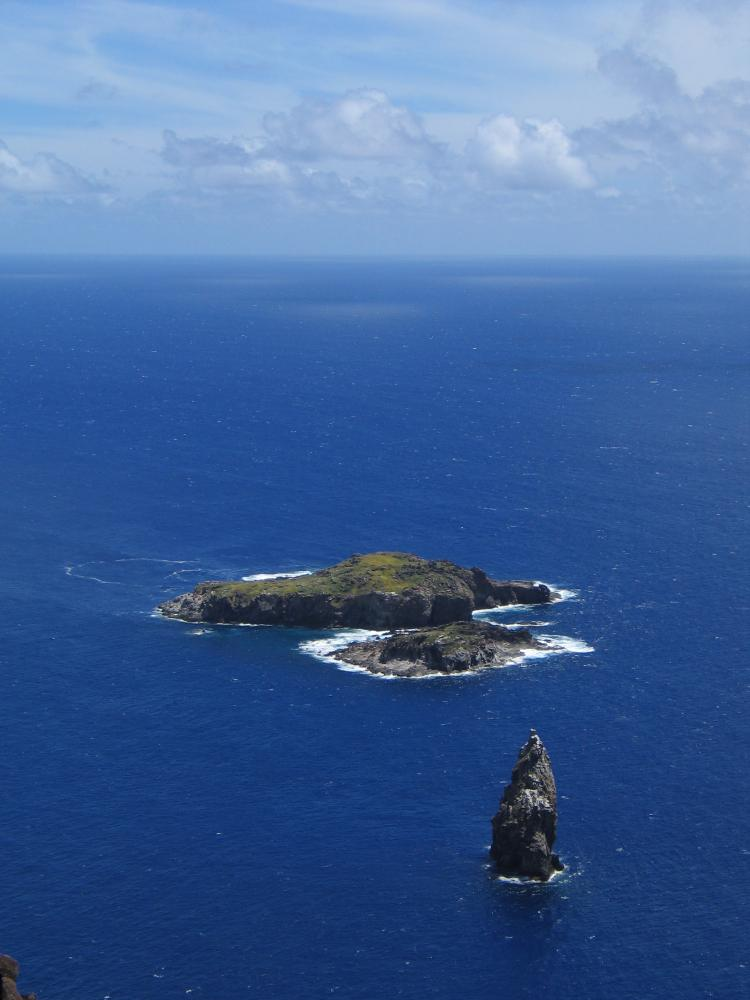
Motu Nui小島。

鳥人（Tangata manu）是复活节島上對於一個傳統比賽勝出者的稱呼。這個比賽每年均會舉辦，而在這個比賽裡，參賽者首先要到一個島去取得鳥蛋，然後再游泳回到主島，並爬上一座懸崖。這個比賽是基於島上有關傳說生物鳥人的傳說。

## 參看
- 复活节島